# Merchant Prince II
Merchant Prince II est un jeu vidéo de gestion et de stratégie sorti en 2001 sur Windows. Il est développé par Holistic Design et édité par TalonSoft.

## Accueil
| Merchant Prince II    |      |       |
| Média                 | Pays | Notes |
| Computer Gaming World | US   | 1.5/5 |
| GameSpot              | US   | 52 %  |